# لسان الحال
لسان الحال، هي جريدة سياسية تجارية علمية أدبية أسسها خليل سركيس في لبنان عام 1878. .

## البداية
كانت جريدة لسان الحال ـ وهي جريدة سياسية تجارية علمية أدبية، أول صوت طالب بالإصلاح بعد تعليق الدستور العثماني، فقد نشر صاحبها عام 1878 عدة مقالات طالب فيها بتحقيق الإصلاح الدستوري. وهي جريدة سياسية اقتصادية علمية ظهرت في 18 أكتوبر 1877 فكانت بداية نصف أسبوعية ثم صارت تصدر ثلاث وأربع مرات كل أسبوع حتى سنة 1895 عندما صدرت يوميا إلى نشوب الحرب العالمية الأولى.

## الدور السياسي
«لسان الحال» كانت وليدة الأوساط المحافظة، ولذا كانت ناطقة باسم بعض العناصر المسيحية السورية التي كانت تدعو إلى رقي العرب عن طريق إجراء عملية تجميل للامبراطورية العثمانية تتلخص في تعميم الاصلاحات والدعوات الزائفة حول الدستور. وكانت «حديقة الأخبار» جريدة شبه رسمية، ولذا كانت بعيدة كل البعد عن المزايدات الدستورية، أما جريدة «التقدم» لصاحبها أديب اسحاق فكانت معطلة. بينما كان حموه 1877 المعلم بطرس البستاني واقفا بجزم وعزم لا يلين في جبهة المناوئين للحركة الدستورية، وهذا يعني منطقيا أن فراغا ما قد حدث في الحياة السياسية والاجتماعية في بيروت في مجال الدعوة للدستور والإصلاح العثمانيين، ولذا سارع خليل سركيس لملء هذا الفراغ مع صديقه نوفل الطرابلسي، الذي ترجم «دستور الدولة العثمانية» و«قوانين المجلس البلدية» وغيرها من الكتب الأخرى إلى اللغة العربية.

## رئاسة الجريدة
أما الذين تولوا تحرير «لسان الحال» فهم:
- جرجس زوين.
- الشيخ يوسف الأسير.
- أمين افرام البستاني.
- يوسف قيقانوء.
- سليم سركيس.
- نجيب المشعلاني.
- الدكتور رزق الحداد.
- المعلم رشيد عطيه.
- سليم عباس الشلفون.
- المعلم عبد الله البستاني.
- سعيد فاضل عقل.

## التأثير
ومن الشهادات الواقعية الموثقة أن «لسان الحال» كانت في سنة 1878 غارقة بكل ما في هذه الكلمة من معنى بالمقالات التي أطلقت للقلم عنان الحرية، وجاهرت بالدعوة إلى تعميم الاصلاحات في سورية عامة ولبنان خاصة، تحت ظل الراية العثمانية. تلك المواد التي كانت سببا في تعطيل الحكومة لها ابتداء من غرة نيسان (أبريل) 1878 . وفي فترة تعطيل «لسان الحال» أصدر خليل سركيس «المشكاة» وهي مجلة شهرية سياسية علمية صناعية تجارية فكاهية، احتجبت على أثر صدور العدد الرابع منها، عندما أعيد نشر «لسان الحالة» التي بالغة في محاسبة الحكومة واشتهرت باعتدال المشرب مراعاة لأحوال المراقبة السلطانية، فلم يعد سركيس يسعى إلى الممكن في حيز الإمكان.
ولكن البساتنة، ومن كان ضمن اطار تأثيرهم من المؤيدين للاصلاحات، كانوا حقا أكثر تقدمية من أتباع الخوارنة الملتفين حول «حديقة الأخبار»، ولكنهم رغم هذا لم يذهبوا أبعد من الدعوة المعتدلة جدا فيما يخص الإصلاح الاجتماعي السياسية. فلم يكونوا يتقبلون بأي شكل من الأشكال المفاهيم السياسية الراديكالية، مثل «الثورة» أو حتى «الانقلاب» و«التحول».. الخ. فهم لم يقروا لا بضرورة الاصلاحات الاجتماعية السياسية التدريجية ولا بالراديكالية الثورة. صفوة القول: ان أفكارهم التنويرية لم تتسم قط بالراديكالية، الأمر الذي لم يكن يلاقي استحسانا لدى بعض المنورين الشباب الذين تحلقوا حول البستانيين في أواسط السبعينيات. ولاسيما أن المعلم الرائد كما رأينا انسجم تدريجيا مع السلطان الأ؛ مر عبد الحميد على أرضية العداء للدستور والحكم الدستوري.
ان التذمر من التبشير البستاني الداعي إلى بقاء الأوضاع السائدة والأنظمة الرجعية القائمة دون احداث أي تحول جذري، تحول بالضرورة إلى أرضية صالحة ساهمت في رجحان كفة الجناح الراديكالي في الحركة النهضوية القومية الثقافية. هذا النجاح الذي لم يجحد المآثر الأدبية والعلمية والاجتماعية العظيمة للعلامة بطرس البستاني، ساد داخله نوع من الاتفاق الصامت على ان الشيخ الذي بلغ الستين من عمره فم يعد قادرا بحكم أفكاره المحافظة وأكاديميته البحتة على تبوؤ مركز الريادة في النهضة الأدبية العلمية والسياسية – القومية التي طرحتها متطلبات الواقع السوري على الأصعدة السياسية والاجتماعية والاقتصادية، والتي فرضت مهام قومية رفيعة المستوى على رجالات النهضة والتنوير العربي الحقيقي.
كان ظهور جريدة «التقدم» معلما بارزا في ميدان تصاعد الفكر العربي القومي، وايذانا بحل المهام القومية المطروح عصرئذ، ولاسيما بعد أ، تحولت فعليا إلى لسان حال «جمعية زهرة الآداب»، فأصبحت منبرا لأحرار العرب حين تسلم ادارتها الرائد الكبير أديب اسحق.